# Рафаель Клаус
Рафаель Клаус (нар. 6 вересня 1979, Бразилія) — бразильський футбольний арбітр. Він включений до списку арбітрів Чемпіонату світу з футболу 2022 року в Катарі.

## Кар'єра
Рафаель Клаус наразі представляє Федерацію Футболу Сан-Паулу і входить до списку ФІФА з початку 2015 року. Він судив кілька міжнародних змагань, таких як Кубок Америки 2021 року та Чемпіонат світу з футболу U-20 2019 року.
У 2022 році обраний арбітром на ЧС 2022 у Катарі.